# Kákics
Kákics é um município da Hungria, situado no condado de Baranya. Tem 14,89 km² de área e sua população em 2019 foi estimada em 192 habitantes.